# Birgit Õigemeel
Birgit Õigemeel (nacida el 24 de septiembre de 1988) es una cantante estonia. 
Fue la primera ganadora del talent show estonio Eesti otsib superstaari. En 2007, en el festival cultural "L'Olivo d'Oro" (El Ólivo de Oro) Birgit fue la primera persona no italiana en recibir el galardón "rama del ólivo de oro". 
En 2013, Õigemeel ganó el Eesti Laul, por lo que representó a Estonia en el Festival de la Canción de Eurovisión 2013 con la canción "Et uus saaks alguse". En la final, terminó en 20º lugar.

## Discografía

### Álbumes
- Birgit Õigemeel (2008)
- Ilus aeg (2008)
- Teineteisel pool (2009)
- Uus algus (2013)

### Sencillos
- Kas tead, mida tähendab... (2007)
- 365 Days (2008)
- Homme (2008)
- Ise (2008)
- Last Christmas (2008)
- Talve võlumaa (2008)
- Moonduja (2009)
- See öö (2009)
- Põgenen (con Koit Toome) (2010)
- Iialgi (con Violina) (2010)
- Eestimaa suvi (2010)
- Parem on ees (2011)
- You're not alone (con Violina) (2011)
- Et uus saaks alguse (2012)
- Sea of life (Con Violina) (2013)
- Nii täiuslik see (2013)
- Olen loodud rändama (2013)